# Frammuseum

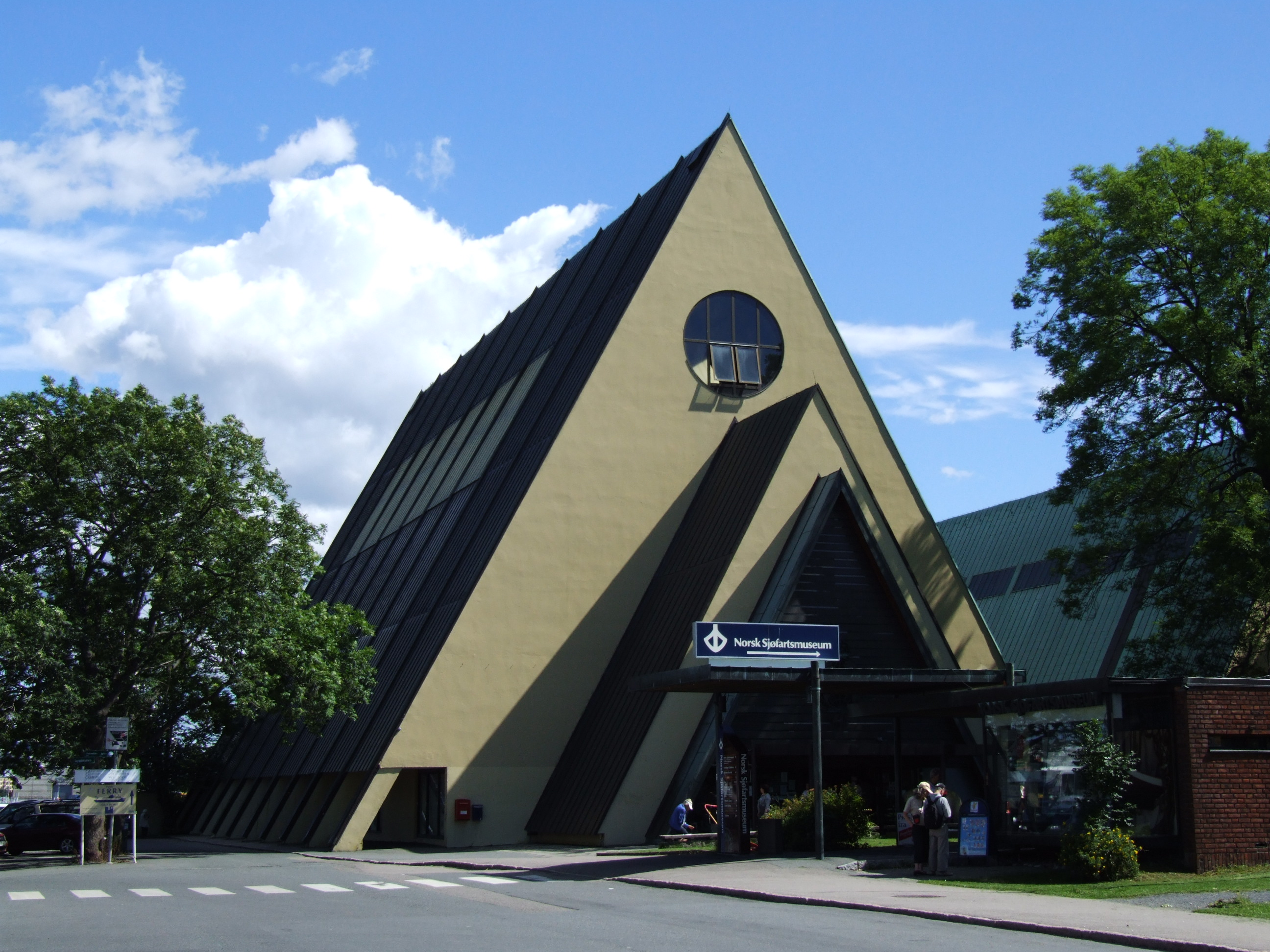
Het Frammuseum in Oslo

Het Frammuseum (Noors: Frammuseet) is een museum in de Noorse hoofdstad Oslo dat gewijd is aan de Noorse poolexpedities. Het museum werd geopend in 1936. Het dankt zijn naam aan het schip Fram, dat in 1893 in de vaart werd genomen, en nu een van de topstukken is van het museum.
Verschillende poolexpedities worden in het museum belicht. Zo is er een permanente tentoonstelling over de expeditie van de latere Nobelprijswinnaar Fridtjof Nansen, die op de Fram naar de Noordpool voer om vervolgens trachtte op skis de Noordpool over te steken. Ook is er aandacht voor de Noord- en Zuidpool expedities van Roald Amundsen en Otto Sverdrup. De Gjøa maakt deel uit van de collectie.
Behalve objecten en documenten bezit het museum ook een grote collectie opgezette dieren uit de poolgebieden, zoals ijsberen en pinguïns. Het museum heeft - naast de vaste collectie - ook een steeds wisselend programma van tijdelijke exposities.